# Microstigmatidae
Famille
Les Microstigmatidae sont une famille d'araignées mygalomorphes.

## Distribution

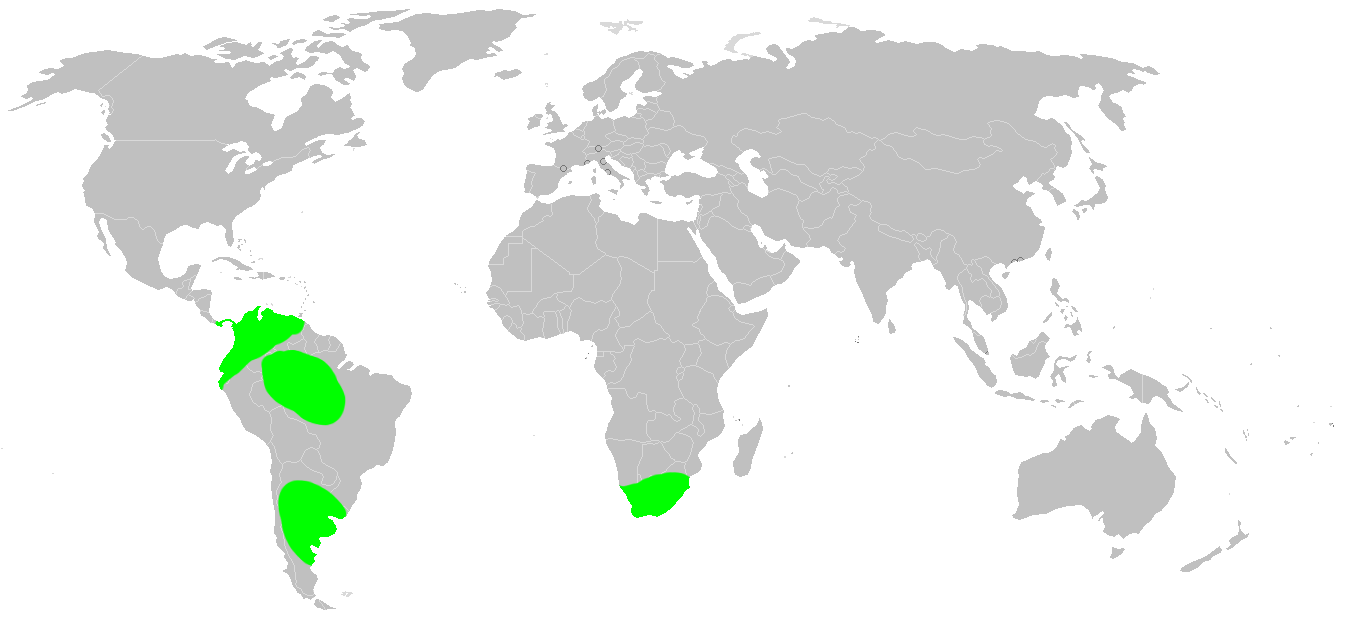
Distribution

Les espèces de cette famille se rencontrent en Amérique du Sud, en Océanie, en Afrique du Sud, en Asie du Sud-Est et au Panama.

## Paléontologie
Cette famille est connue depuis le Néogène.

## Liste des genres
Selon World Spider Catalog (version 26, 12/08/2025) :
- Angka Raven & Schwendinger, 1995
- Envia Ott & Höfer, 2004
- Ixamatus Simon, 1887
- Kiama Main & Mascord, 1969
- Micromygale Platnick & Forster, 1982
- Microstigmata Strand, 1932
- Ministigmata Raven & Platnick, 1981
- Pastaza Dupérré & Tapia, 2025
- Pseudonemesia Caporiacco, 1955
- Spelocteniza Gertsch, 1982
- Tonton Passanha, Cizauskas & Brescovit, 2019
- Xamiatus Raven, 1981

Selon World Spider Catalog (version 23.5, 2023) :
- † Parvomygale Wunderlich, 2004

## Systématique et taxinomie
Cette famille a été décrite par Roewer en 1942 comme une tribu des Dipluridae. Elle est élevée au rang de famille par Raven et Platnick en 1981.
Cette famille rassemble 44 espèces dans douze genres.

## Publication originale
- Roewer, 1942 : Katalog der Araneae von 1758 bis 1940. 1. Band (Mesothelae, Orthognatha, Labidognatha: Dysderaeformia, Scytodiformia, Pholciformia, Zodariiformia, Hersiliaeformia, Argyopiformia). Bremen, vol. 1, p. 1-1040.